# Polina Denissowna Ossipenko
Polina Denissowna Ossipenko (russisch Полина Денисовна Осипенко, wiss. Transliteration Polina Denisovna Osipenko; geborene Dudnik; * 25. Septemberjul. / 8. Oktober 1907greg. in Nowospassowka, heute Ossypenko im Rajon Berdjansk, Oblast Saporischschja, Ukraine; † 11. Mai 1939 bei Rybnoje, Oblast Rjasan) war eine sowjetische Fliegerin und Offizierin (Major).

## Leben
1932 schloss sie ihre Pilotenausbildung an der Fliegerschule Katschinsk ab und wurde Mitglied der KPdSU. Anschließend diente sie in der Armee als Jagdflugzeugpilotin. Am 2. Juli 1938 führte sie mit Marina Raskowa und Wera Lomako einen Weltrekord-Fernflug für Frauen über 2416 km auf der Strecke Sewastopol–Archangelsk mit einem MP-1-Flugboot durch. Am 24./25. September 1938 errang sie in der ANT-37bis „Rodina“ zusammen mit Walentina Grisodubowa und Marina Raskowa einen Weltrekord auf einer geraden Flugstrecke von 5908,610 km auf der Strecke Moskau–Kerbi (unweit des Ochotskischen Meeres). Für diesen Flug wurde den drei Fliegerinnen am 2. November 1938 als ersten Frauen in der sowjetischen Geschichte der Titel Held der Sowjetunion verliehen.
Ossipenko kam zusammen mit Brigadekommandeur Anatoli Serow bei einem Flugzeugabsturz ums Leben. Die Urnen der beiden wurden in der Nekropole an der Kremlmauer in Moskau beigesetzt.
Sie ist Autorin des Buches „Vom Schwarzen zum Weißen Meer“.

## Ehrungen
- Ihr Geburtsort wurde nach ihrem Tod 1939 in Ossipenko umbenannt (transkribiert aus der ukrainischen Namensform: Ossypenko). Auch das Dorf und Rajonverwaltungszentrum Kerbi in der Region Chabarowsk, Endpunkt ihres Weltrekordfluges von 1938, wurde in Selo imeni Poliny Ossipenko („Dorf namens Polina Ossipenko“) umbenannt und heißt wie der umliegende Rajon imeni Poliny Ossipenko bis heute so.
- Die sowjetische Post gab im März 1939 anlässlich des Rekords im Frauen-Langstreckenflug auch eine Briefmarke zu Ehren Ossipenkos heraus.

## Schreibweisen
Die ukrainische Namensform ist Polina Denyssiwna Ossypenko (Поліна Денисівна Осипенко).